# Zec Mitchinamecus
Pour les articles homonymes, voir Mitchinamecus.
La zec Mitchinamecus est une zone d'exploitation contrôlée (zec) située dans le territoire non organisé du Lac-De La Bidière, dans la municipalité régionale de comté (MRC) Antoine-Labelle, dans la région administrative des Laurentides, au Québec, au Canada.

## Géographie
La zec Mitchinamecus administre des terres publiques situées au nord de Mont-Laurier, dans les Laurentides. La zec Mitchinamecus est connexe à:
- la zec Lesueur du côté ouest où une série de lacs (dans l'axe nord-sud) sert de délimitation entre la zec Lesueur et la zec Mitchinamecus: Petit lac Boisvert, Boisvert, Tonus, Duplessis, de la Chaise, Kataway, de la Montagne;
- la zec Normandie du côté est (délimitée en partie par la rivière Rouge (partie nord de la zec) et plus ou moins la rivière Mitchinamecus (pour un segment de la partie sud-est de la zec). Note: le chemin Parent (sens nord-sud) longe le parcours de la rivière Pin Rouge;
- une série de lacs marque la limite sud de la zec: de la File, Croche, Foster, des Polonais.

Du côté sud de la zec, une série de lacs servent de délimitation à la zec: lac Foster, Baie Topani, Croche et Courtois. Tandis que le Grand lac des chiens marque la limite est de la zec. La rivière Mitchinamecus est le plan d'eau central de la zec.
Principaux lacs
Les principaux autres lacs de la zec sont: Antoine, Atocas, de la Bidière, Buck Fever, Calvé, du Cerise, Chat, Chopin (Lac Long), Clifford, Dieppe, Dempsey, Duplessis, Éva, Gilles, Grand lac Rognon, de la Hasse, Jacques, Joli-Cœur, du Lièvre, Réservoir Mitchinamecus, de la Montagne, Montredon, Oscar, Petit lac des chiens, Picard, du Pin Rouge, Robberts, Scott, Sobieski, Sylvain, Troisième lac Busby, Tuffield, Premier lac Twin, Deuxième lac Twin, Vaillancourt, Vastel, Villeneuve, Xavier et Yvonne.
Principales rivières
La rivière Mitchinamecus qui est la principale rivière de la zec, traverse le territoire du nord-est au sud-est. Le barrage Mitchinamecus créé un immense réservoir d'eau douce. Les autres rivières sont: d'Argent et Pin Rouge (côté est). Tandis que les principaux ruisseaux sont: Nottaway, Cerise, Skarga, Mickiewicz, Torniche et Sand.
Principales montagnes
Les monts Curie (288 m) et Paderewski, sont situés de chaque côté du Lac Chopin, au sud-ouest de la zec. Une montagne de la tour est située près d'une baie du réservoir Mitchinamecus.
Campings et postes d'accueil
Les deux postes d'accueil de la zec sont :
- du Lac D'argent, accessible par le kilomètre 11 du 11e rang, via Sainte-Anne-du-Lac ;
- de la Chute MaClean, accessible par le kilomètre 52 du chemin de Parent (Québec) via Mont-St-Michel.

La zec offre plus de 400 sites de camping répartis dans ses six terrains de camping: Maskoutain, Chat, Dempsey et Baie Villeneuve, Pin Rouge et Lac d'Argent. Les quatre premiers terrains sont situés sur les bords du Réservoir Mitchinamecus.

## Toponymie
Le toponyme de la zec tire son origine du réservoir et de la rivière Mitchinamecus qui sont situés dans la zec. Ce toponyme apparaît dans la documentation géographique officielle en 1911. Cette appellation est d'origine crie et signifie grosse truite, de misinamecus, formé de mis, gros, de grande dimension et namecus, truite. 
Le toponyme "Zec Mitchinamecus" a été officialisé le 5 août 1982 à la Banque des noms de lieux de la Commission de toponymie du Québec.